# Пустиња Бајуда
Пустиња Бајуда је источни огранак Сахаре, који се налази у Судану, северно до главног града Картума и јужно од Нубијске пустиње. Смештена је уз саму леву обалу реке Нил и према типу подлоге спада у песковите пустиње.